# Chutes de Ripon
 (mai 2018).
Si vous disposez d'ouvrages ou d'articles de référence ou si vous connaissez des sites web de qualité traitant du thème abordé ici, merci de compléter l'article en donnant les références utiles à sa vérifiabilité et en les liant à la section « Notes et références ».
Les Chutes de Ripon (en anglais : Ripon Falls) sont des chutes d'eau sur le Nil, en Ouganda.

## Découverte
Les chutes de Ripon, situées à l'extrémité nord du Lac Victoria ont été pendant longtemps considérées comme les sources du Nil. En 1862-1863, John Hanning Speke a été le premier Européen à descendre le cours du Nil après avoir découvert les chutes, qu'il considéraient être comme les sources du Nil.
Les chutes ont été baptisées en l'honneur de George Robinson, 1er marquis de Ripon.

## Disparition
La construction du barrage des chutes d'Owen en 1954 a entraîné la submersion des chutes de Ripon.

## Galerie

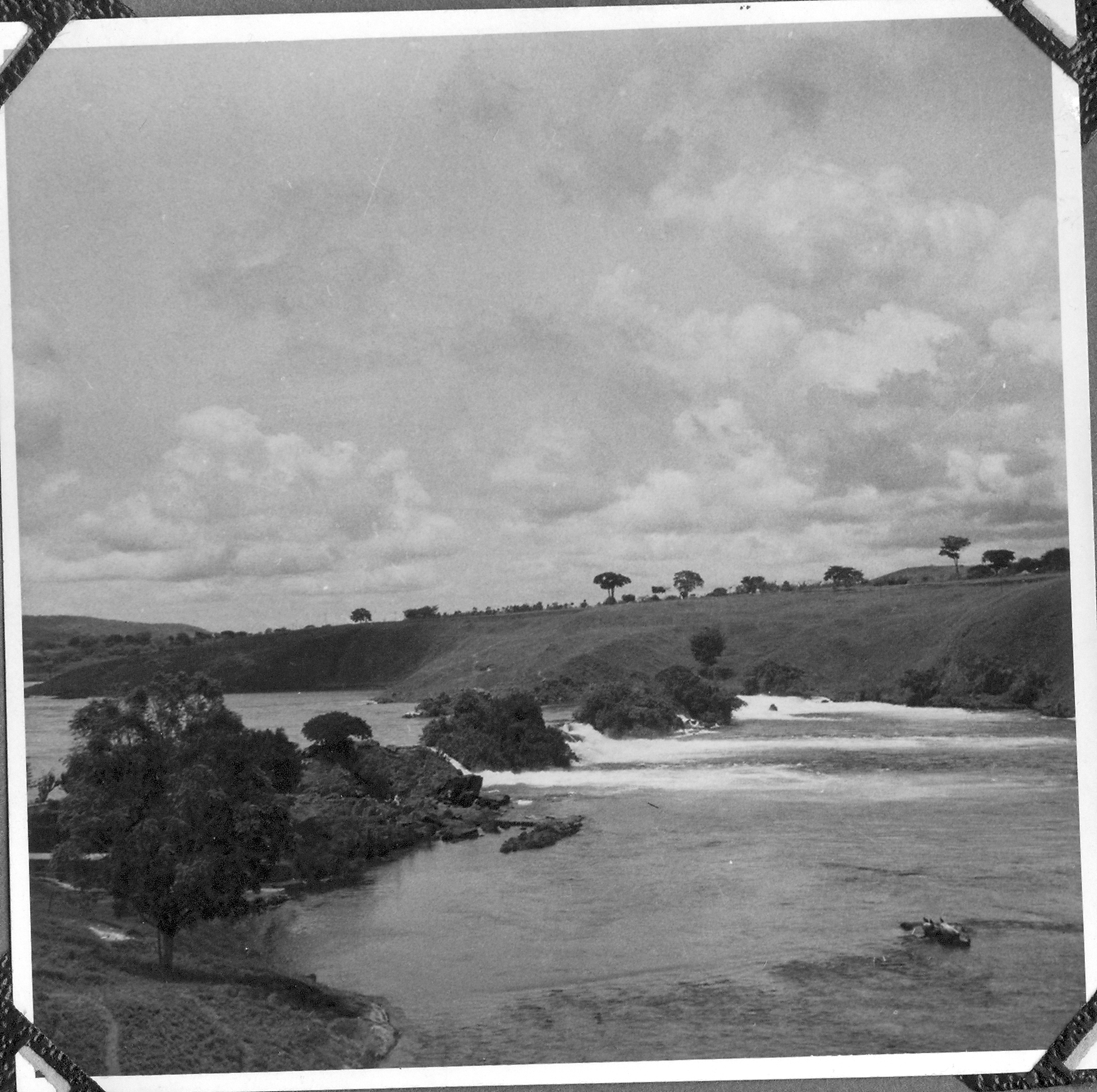
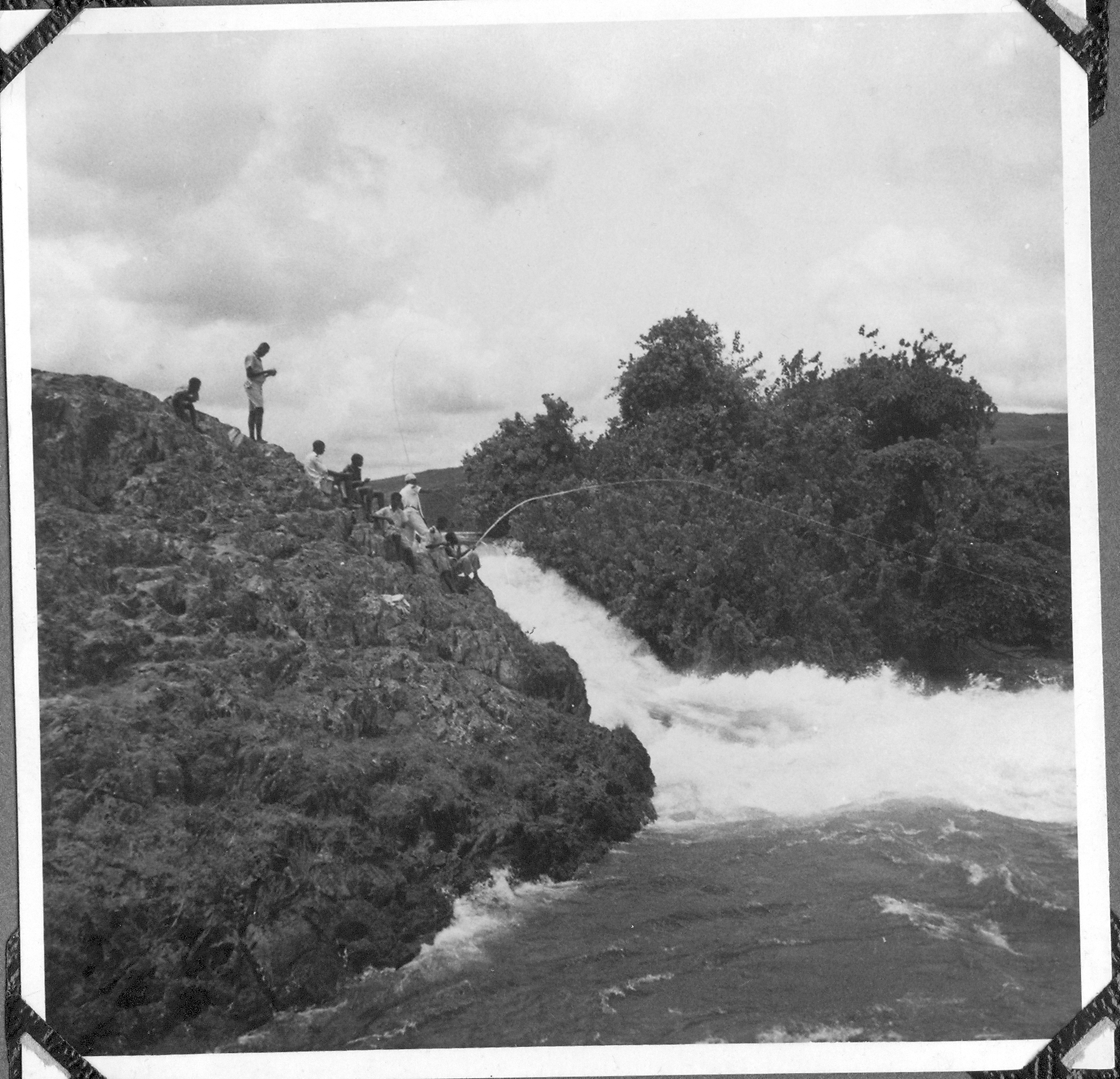
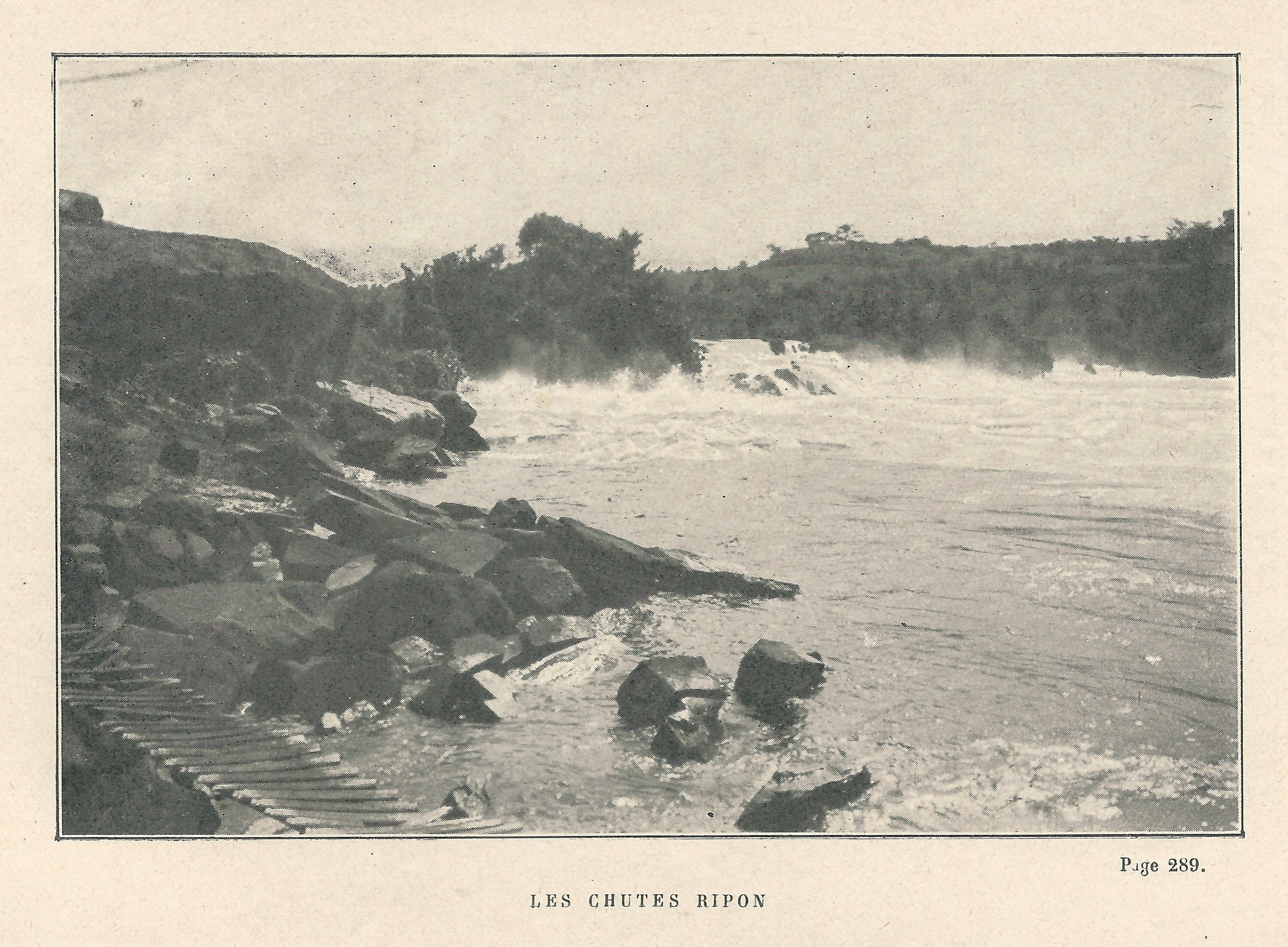